# 聯合國人道事務協調廳
聯合國人道事務協調廳（英語：United Nations Office for the Coordination of Humanitarian Affairs，缩写为）是聯合國秘書處的下屬機構，根据1991年12月第46届联合国大会第182号決議成立，其前身為1972年成立的聯合國災難援助協調辦公室（Office of the United Nations Disaster Relief Coordinator，UNDRC）。該項決議旨在強化聯合國處理緊急事故和自然災害時的應變能力。在此之前，聯合國也曾成立功能類似的人道事務部（Department of Humanitarian Affairs，DHA）。1998年，聯合國將災難援助協調辦公室與人道事務部合併，改組為人道事務協調廳，將自然災害與人道協助應對整併為同一個部門。此外，人道事務協調廳也是聯合國發展集團的觀察員。

## 組織
人道事務協調廳由人道事務與緊急援助副秘書長統籌，現任副秘書長是英國籍的托馬斯·弗萊徹。截至2013年9月，人道事務協調廳在全球各地共有1,900名職員。

### 國家辦公室
人道事務廳在阿富汗、中非共和國、查德、哥倫比亞、剛果民主共和國、衣索比亞、象牙海岸、巴勒斯坦領土、斯里蘭卡、蘇丹共和國（在已獨立的南蘇丹共和國首都朱巴設有分辦公室）、敘利亞與辛巴威設有獨立辦公室，其餘地區則由設於巴拿馬市、達卡、開羅、約翰尼斯堡與曼谷的各大洲辦公室兼管。人道事務廳在紐約市與幾內亞另設有聯絡辦公室，在神戶市則有分支機構。

## 外部連結
- 人道事務協調廳官方網站 （页面存档备份，存于） （英文）
- IRIN - Integrated Regional Information Networks （页面存档备份，存于） （英文）
- OCHA Common Operational Datasets （页面存档备份，存于） （英文）
- Syria Crisis Overview （页面存档备份，存于）
- Humanitarian Response （页面存档备份，存于） （英文）
- OCHAoPt （页面存档备份，存于） （英文）